# Corsellis-SINAPS-hersencollectie
De Corsellis-SINAPS-hersencollectie is een verzameling van meer dan 3000 hersenen van mensen op sterkwater. De collectie bevindt zich in het Psychiatrisch Ziekenhuis in het Belgische Duffel. De verzameling is eigendom van SINAPS, een samenwerkingsverband van het Psychiatrisch Ziekenhuis en de Universiteit Antwerpen.
De collectie is uitzonderlijk omdat wetgeving vaak in de weg staat van hersenen bewaren, evenals ethische reglementeringen.
Door het Fonds voor Wetenschappelijk Onderzoek - Vlaanderen wordt de collectie aangeduid als een van de zes verborgen parels van de wetenschap.

## Geschiedenis
In 1951 begon de Britse neuropatholoog John Corsellis met het verzamelen van de hersenen van patiënten die overleden in Runwell Hospital, een psychiatrische ziekenhuis in Essex. In 1994 overleed hij en nam zijn collega Clive Bruton deze taak over. In 1997 overleed op zijn beurt deze collega en verhuisde de verzameling naar een ziekenhuis in Ealing. In 2016 kampte het ziekenhuis met plaatsgebrek en stootte men de hersencollectie af, die op dat moment uit 8500 hersenen bestond. In het Psychiatrisch Ziekenhuis van Duffel was er belangstelling voor de hersenen die voor psychiatrisch onderzoek interessant waren en zo verhuisden 3348 hersenen van het Verenigd Koninkrijk naar België.